# 梶村泰子
梶村泰子（4月28日—），日本女性前配音員。出身於奈良縣。O型血。退出配音界之前所屬的經紀公司是81 Produce。

## 演出作品
※粗體字表示說明飾演的主要角色。

### 電視動畫
1994年
- 阿G探長

1997年
- 爆走兄弟Let's & Go!! WGP（女孩子A）
- 神奇寶貝（迷你裙少女B、小孩A）

1998年
- 虹之戰記伊莉絲（日语：虹の戦記イリス）

1999年
- 下級生（山下美夏）

### OVA
1997年
- 龍機傳承（特賽拉）

1998年
- （山下美夏）

### 廣播劇CD
1997年
- 同級生 戀愛專科（女學生）

1998年
- ELF版 下級生 Radio Avenue（網球社社員）

### 遊戲
1997年
- 龍機傳承2（凱莉副長）

1998年
- 瑪麗·凱林·角色班（日语：メリーメント・キャリング・キャラバン）（貝琪）

### 外語配音
※作品依英文名稱及英文原名排序。

#### 電影
- 上帝也傷腦筋（英语：Heaven Help Us）

#### 電視影集
- 大海的女兒（英语：Ocean Girl）（喬安妮）
- 海灘遊俠 (1989年電視影集)

### 廣播節目
- 奇幻世界（日语：ファンタジーワールド）（TBS廣播）

### 其它
- 兒童布偶劇場（日语：こどもにんぎょう劇場）

## 腳註

## 外部連結
- （日語）－WEB THE TELEVISION（日语：ザテレビジョン）
- （日語）－goo人名事典
- 梶村泰子 （页面存档备份，存于） （日語）－allcinema（日语：allcinema）